# The Zeros
A The Zeros amerikai punk-rock/hardcore punk zenekar. Tagok: Javier Escovedo, Robert Lopez, Hector Penalosa és Baba Chenelle. 1976-ban alakultak meg a kaliforniai Chula Vista-ban. Az együttes latin (spanyol) származású tagokból áll. Fennállásuk alatt több albumot is kiadtak, ezek között két stúdióalbumot. A zenekart időnként a Ramones-hoz hasonlították, és a punk rock műfaj egyik úttörőjének számítanak.
Az együttes első nagylemezét 1995-ben adta ki. 2007-ben turnéztak Spanyolországban. 2009-ben újból összeálltak koncertezés céljából. 2010 októberében újból koncerteztek.
A "Don't Push Me Around" című daluk hallható a Grand Theft Auto V videojátékban az egyik rádióadón.

## Diszkográfia
- Knocking Me Dead (1994)
- Right Now! (1999)